# まぐまぐ
株式会社まぐまぐ（英: Magmag,Inc.）は、東京都品川区に本社を置き、ウェブコンテンツ配信サービスを取り扱う日本の企業である。深水英一郎が個人で開発運営したサイトが始まりとされている。
また、まぐまぐが運営するウェブサイトの一般的名称は「まぐまぐ!」である。以前の正式名称は「インターネットの本屋さん『まぐまぐ』」。

## 概要
メールマガジン代行発行業務を柱とした、メールマガジン登録や過去のバックナンバー閲覧などのサービス、有料メールマガジンの料金回収代行業務などを行う。設立当時においては競合する事業者が少なかったこともあり、会員を着実に伸ばした。
2008年1月時点でメールマガジン数29,000誌、のべ読者登録数36,760,000人という規模となっている。
有料メールマガジン配信サービス『まぐまぐ!プレミアム』は、発行マガジン数1,000誌、読者会員120,000人（2008年8月現在）。
2017年9月29日より株式会社エアトリの連結子会社となり、2020年9月にJASDAQへ上場した。

## 沿革
- 1996年9月 - プログラマーの深水英一郎がメルマガ配信プラットフォーム「X-mail」を個人で開発開始[8]
- 1996年10月 - 「X-mail」を試験公開。開発者の深水英一郎がメールマガジン発行者に直接呼びかけをはじめ、賛同したメールマガジン配信者と試験配信をおこなう。当時は読者向け機能「まぐまぐ」とクリエイター向け機能「くりくり」にサービスが分かれていた
- 1997年1月7日 - 深水英一郎の個人開発、個人運営のサービスとしてメルマガ配信プラットフォーム「X-mail」を一般公開、深水英一郎の呼びかけに応じた15誌から配信スタート[9]
  - 当時のメールマガジン数 15誌 総読者登録数 約1万
- 1997年2月 - 深水英一郎がmag2.comドメインを取得し、機能拡張のためにサーバーレンタルサービスにてまぐまぐの専用領域をレンタル。トップページをインターネットの本屋さん「まぐまぐ」に変更
- 1997年3月 - オリジナルキャラクターのまぐまぐちゃんをトップページに掲載。当初は深水英一郎によるドット絵だった
- 1997年6月 - 深水英一郎がまぐまぐの権利をすべて持ったまま、広告営業をユナイテッドデジタルに依頼
- 1999年1月 - まぐまぐ事業の営業会社として株式会社まぐまぐを設立
- 1999年9月 - 広告販売管理機能を分社化し、インターキュー（現：GMOインターネットグループ）とともに、株式会社まぐクリック（現：GMOアドパートナーズ）を設立
- 1999年12月8日 - 携帯向けメールマガジンサイト「ミニまぐ」誕生
- 2000年5月29日 - ユナイテッドデジタルが株式会社化
- 2001年6月17日 - 「ミニまぐ」が「まぐまぐ!」から独立
- 2001年8月1日 - 有料メールマガジン配信システム『まぐまぐ!プレミアム』を公開
- 2002年6月14日 - パピレスと提携し、有料ダウンロード書籍の取り扱いを開始
- 2005年12月6日、「まぐまぐ!」にブログ機能の「まぐまぐ!BLOG」が追加される[10]。
- 2008年2月18日 - 本社を京都市中京区から東京都渋谷区に移転
- 2009年11月18日 - 「ミニまぐ」を「まぐまぐ!」に統合
- 2013年 - ユナイテッドデジタルの大川弘一が社長から退く
- 2014年3月18日 - 投資ファンドのニューホライズンキャピタル株式会社が経営権を取得[11]
- 2017年9月29日 - 株式会社エボラブルアジア（現：株式会社エアトリ）が株式の85.7%を11億4900万円で取得[7]
- 2020年9月24日 - ジャスダック上場
- 2021年9月 - アプリ『まぐまぐリーダー』提供開始

メールマガジン配信サービスとしての「まぐまぐ!」は、深水英一郎が個人サイトとして立ち上げたものが最初である。利用者が増えたのを期に、深水の呼びかけに手を上げた大川に営業を依頼した。

## 公式メールマガジン
- ウィークリーまぐまぐ　総合版/ビジネス版/エンタテイメント版/ライフスタイル版/総合版増刊/ウィークエンドビジネス増刊/エンタテイメント版増刊/ライフスタイル版増刊/
- マネーのまぐまぐ!
- 競馬のまぐまぐ!
- 英語のまぐまぐ!
- 車のまぐまぐ!
- 教育のまぐまぐ!
- 育児のまぐまぐ!
- 働く30代のための仕事術指南『キャリまぐ!』
- ビジネスキーパーソンWebインタビュー
- 懸まぐ!スピードくじメール
- Weekly女子まぐ

## エイプリルフール
「まぐまぐ!」は、エイプリルフールにトップページでさまざまなネタを掲載することでも知られている。
- 1998年にはトップページに噴火の画像が掲載された。
- 1999年にはサイト名を「まろまろ」に改称。
- 2000年にはサイト名を「まげまげ」に改称。
- 2001年にはサイト名を「づらづら」に改称[14]。
- 2002年にはトップページの表示が逆転した[15]。
- 2003年にはトップページが手書きになった[16]。
- 2004年にはトップページにクマや漁の様子などの写真が掲載された[17]。
- 2005年にはトップページが「桜の木の下でビールを飲んでいるまぐまぐちゃん（まぐまぐのマスコットキャラクター）の画像」で隠された[18]。
- 2006年にはサイト名を「えがえが!」に改称、マスコットキャラクターに江頭2:50を起用した[19]。
- 2007年にはまぐまぐ社員が登場する動画「オセロボクシング」が掲載された[20]。
- 2008年にはリアル音声合成プログラム「グレゴリオ聖子」[21]、袋ラーメン配達・調理の「袋麺代行サービス」[22]、flickr APIを使用した画像検索「肌質検索サービス」[23]の3サービスが同時リリースされた。
- 2009年にはトップページに「Googleに仲間入りしました」と掲載された。
- 2012年には社員が暴走族スタイルで登場する「株式会社魔愚魔愚 採用情報」を掲載。
- 2014年にはエイプリルフール企画は行われず、代わりに過去のエイプリルフール企画を振り返るコーナーを掲載[24]。

## まぐまぐVOW
自社発行のメールマガジンに、メールマガジン情報を提供する「ウィークリーまぐまぐ」がある。その中のコーナーの1つである「まぐまぐVOW」では読者から寄せられた笑い話などを紹介していた。ウィークリーまぐまぐ創刊編集長の深水英一郎により開始された読者投稿企画がはじまり。もともとは独自に投稿募集していたが宝島社VOWシリーズのファンだった深水が宝島社の大西祥一氏に書籍化の企画を持ち込み、書籍化するとともにウィークリーまぐまぐ上の企画名も「まぐまぐVOW」で統一した。
- まぐまぐVOW（1999年12月、宝島社、ISBN 4796616748）
- まぐまぐVOW2（2001年1月、宝島社、ISBN 4796620648）
- まぐまぐVOW3（2002年4月、宝島社、ISBN 4796626662）